# Fakarava
Fakarava, Havaiki-te-araro, Havai'i o Farea è un atollo appartenente al gruppo delle isole Tuamotu nella Polinesia francese.
È il secondo più grande atollo delle Tuamotu. La terra più vicina è l'atollo di Toau che si trova 14 chilometri a nord-ovest.
La forma di Fakarava è approssimativamente rettangolare e la sua lunghezza è di 60 km per 21 km di larghezza. Fakarava presenta una vasta e profonda laguna centrale che copre una superficie di 1112 km², collegata all'oceano da due canali, il principale dei quali si trova a nord-est, ed è noto come Passe Garuae.
Fakarava possedeva una popolazione di 701 abitanti al censimento del 2002, e il villaggio principale è Rotoava.

## Storia
Il primo contatto europeo avvenne con l'esploratore oceanico russo Fabian Gottlieb von Bellingshausen il 17 luglio 1820 a bordo delle navi Mirni e Vostok. Ribattezzò l'atollo Wittgenstein.
Gli abitanti vennero evangelizzati dal sacerdote gesuita belga Honoré Laval nel 1849.
Vi è un campo d'aviazione inaugurato nel 1995.